# Largny-sur-Automne
Largny-sur-Automne település Franciaországban, Aisne megyében. Lakosainak száma 240 fő (2022. január 1.). Largny-sur-Automne Coyolles, Haramont, Villers-Cotterêts, Vivières, Vauciennes és Vez községekkel határos.

## Népesség
A település népességének változása:
| Lakosok száma | 288  | 250  | 244  | 244  | 256  | 248  | 244  | 244  | 242  | 240  |
|               | 1968 | 1982 | 1990 | 2006 | 2013 | 2015 | 2017 | 2019 | 2020 | 2022 |